# Стюарт, Эллен
Эллен Стюарт (англ. Ellen Stewart; 7 ноября 1919 — 13 января 2011) — американский театральный режиссёр и продюсер.

## Биография и творчество
Была художником-модельером. В 1961 основала экспериментальный театр-студию Ла МаМа. В разные годы через её театр (он же — клуб и кафе) прошли Аль Пачино, Роберт Де Ниро, Харви Кейтель, Дэнни Де Вито, Бетт Мидлер, Дайан Лейн, Билли Кристал, Патти Смит, Ник Нолте, Андрей Шербан, многие другие актёры и режиссёры.
Постановки театра видели страны Европы, Азии, Африки, Латинской Америки, гастролировал он и в России, и на Украине.
Умерла 13 января 2011 года в возрасте 91 года.

## Признание

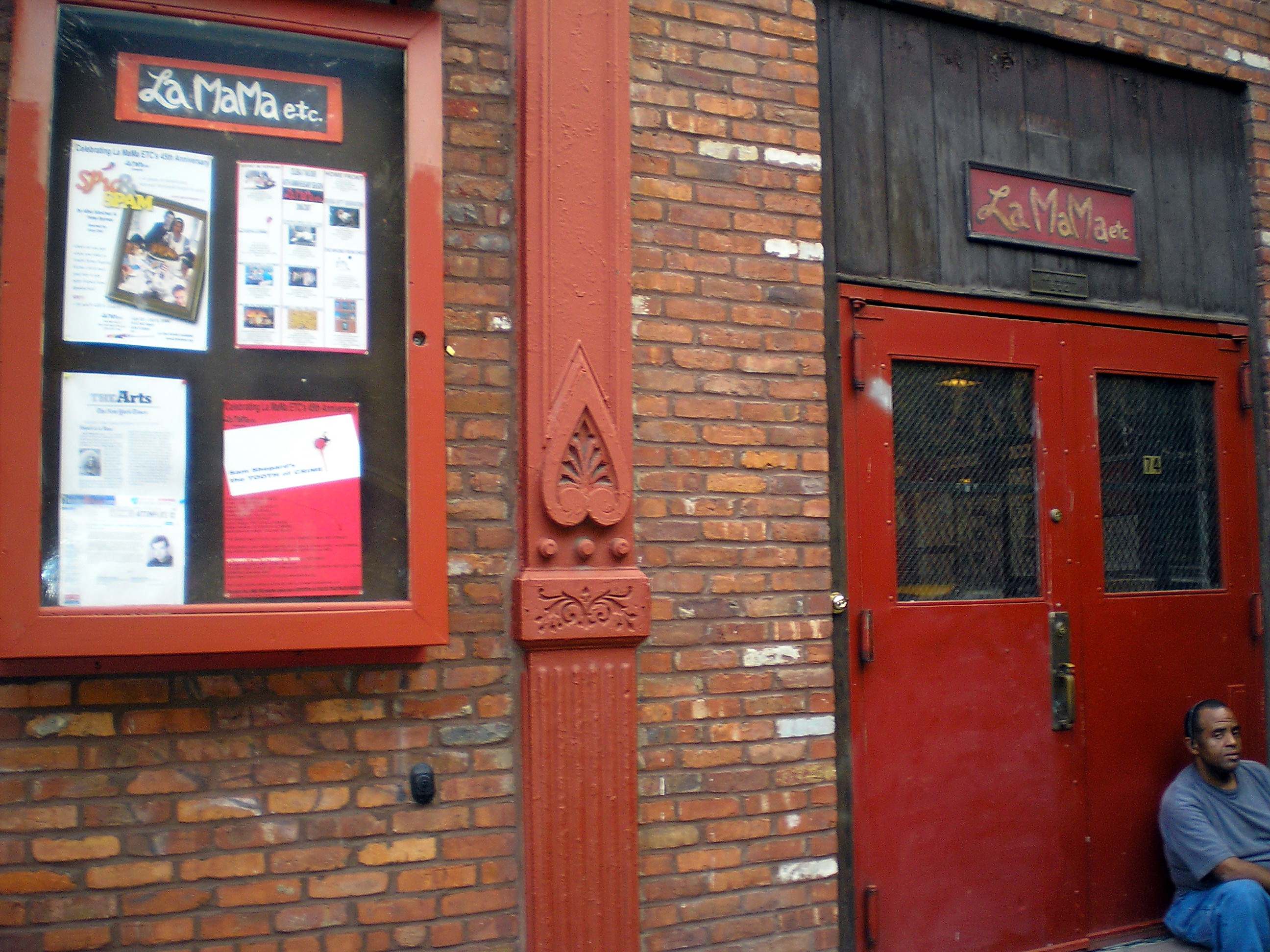
Театр Ла МаМа

Награждена офицерской степенью французского ордена Искусств и литературы.
Премия Леся Курбаса (Украина), премия Нью-Йорка за обновление театра (2005), Императорская Премия (2007, Япония) и другие награды.